# Arrondissement de Güstrow
L’arrondissement de Güstrow est un ancien arrondissement (Landkreis en allemand) de Mecklembourg-Poméranie-Occidentale (Allemagne).
Son chef lieu était Güstrow. Il a fusionné le 4 septembre 2011 avec l'ancien arrondissement de Bad Doberan pour former le nouvel arrondissement de Rostock dont le chef-lieu est toujours la ville de Güstrow.

## Villes, communes et communautés d'administration
(nombre d'habitants en 2006)
L'arrondissement comprend 62 communes, dont 6 villes.
60 des communes sont regroupés en 6 cantons (Ämter). 
Les autres 2 communes ont une propre administration communale (Amtsfreie Gemeinden).
Amtsfreie Gemeinden
1. Güstrow, Stadt* (31 083)
2. Teterow, Stadt* (9 387)

Ämter mit amtsangehörigen Gemeinden/Städten
* Sitz der Amtsverwaltung
| - 1. Amt Bützow Land 1. Baumgarten (972) 2. Bernitt (1 842) 3. Bützow, Stadt* (7 906) 4. Dreetz (232) 5. Jürgenshagen (1 207) 6. Klein Belitz (925) 7. Penzin (136) 8. Rühn (691) 9. Steinhagen (846) 10. Tarnow (1 255) 11. Warnow (1 041) 12. Zepelin (493) - 2. Amt Gnoien 1. Altkalen (920) 2. Behren-Lübchin (662) 3. Boddin (372) 4. Finkenthal (323) 5. Gnoien, Stadt* (3 171) 6. Lühburg (258) 7. Walkendorf (508) 8. Wasdow (426) | - 3. Amt Güstrow-Land (Sitz: Güstrow) 1. Glasewitz (442) 2. Groß Schwiesow (332) 3. Gülzow-Prüzen (1 747) 4. Gutow (1 073) 5. Klein Upahl (292) 6. Kuhs (352) 7. Lohmen (781) 8. Lüssow (973) 9. Mistorf (671) 10. Mühl Rosin (1 121) 11. Plaaz (849) 12. Reimershagen (502) 13. Sarmstorf (527) 14. Zehna (695) - 4. Amt Krakow am See 1. Dobbin-Linstow (590) 2. Hoppenrade (827) 3. Krakow am See, Stadt* (3 530) 4. Kuchelmiß (936) 5. Lalendorf (3 427) 6. Langhagen (689) | - 5. Amt Laage 1. Diekhof (1 003) 2. Dolgen am See (758) 3. Hohen Sprenz (508) 4. Laage, Stadt* (5 878) 5. Wardow (1 458) - 6. Amt Mecklenburgische Schweiz (Sitz: Teterow) 1. Alt Sührkow (462) 2. Dahmen (600) 3. Dalkendorf (302) 4. Groß Roge (725) 5. Groß Wokern (1 161) 6. Groß Wüstenfelde (997) 7. Hohen Demzin (481) 8. Jördenstorf (1 037) 9. Lelkendorf (532) 10. Prebberede (815) 11. Schorssow (563) 12. Schwasdorf (657) 13. Sukow-Levitzow (518) 14. Thürkow (447) 15. Warnkenhagen (380) |